# Pasquale Avallone
Pour les articles homonymes, voir Avallone.
Pasquale Avallone (né à Salerne en 1884 et mort dans la même ville le 18 février 1965) est un peintre et sculpteur italien

## Biographie
Fils du peintre Giuseppe, il s'inscrit en 1903 à l'Accademia di belle arti di Napoli , où il est élève de Vincenzo Volpe pour la peinture, Michele Cammarano pour le paysage et Stanislao Lista pour le dessin. En 1909, il visite la Biennale d'Art de Venise, entrant en contact avec les inflexions florales de l'« époque umbertine », présentes chez des artistes tels que Sartorio et De Carolis.
À ma fois sculpteur et peintre il a réalisé des œuvres de peinture, des portraits et des bas-reliefs.
À Salerne il a réalisé les grands cycles décoratifs dans la Chambre de Commerce (1927), dans la Banque d'Italie (1928) et surtout dans le Palazzo di città, où il a travaillé de 1936 à 1947. Ici, il a créé un cycle épique grandiose de l'histoire de sa ville natale, pour un total de plus de 160 mètres carrés, qui évoque les événements les plus importants de la ville,.

## Œuvres
- Secolare cipresso, huile sur toile , 90 × 55
- Estate
- l'Attesa
- Pomeriggio
- Segrete speranze,1903, huile sur toile , 103 × 75 cm.